# Siedlung (Kitzingen)
Siedlung (zumeist Kitzinger Siedlung) ist ein Stadtteil der Großen Kreisstadt Kitzingen im gleichnamigen Landkreis in Unterfranken. Siedlung ist der einwohnerreichste Stadtteil Kitzingens.

## Geografische Lage
Die Siedlung liegt unmittelbar im Südosten der Kitzinger Altstadt auf der rechten Mainseite. Nordwestlich befindet sich Etwashausen, direkt im Norden liegt der Flugplatz Kitzingen. Der Osten wird vom Kitzinger Stadtteil Hoheim eingenommen, während im Südosten das Gebiet der Stadt Mainbernheim beginnt. Südlich, bereits mit der Siedlung verwachsen, liegt Sickershausen, ebenfalls ein Kitzinger Stadtteil und im Südwesten der Stadtteil Hagenmühle. Weiter südwestlich entlang des Maines erstreckt sich Hohenfeld.
Naturräumlich liegen alle Kitzinger Stadtteile entlang des Maines im niederschlagsarmen und trockenem Kitzinger Maintal, das Teil des Mittleren Maintals innerhalb der Mainfränkischen Platten ist.

## Geschichte
Anders als die anderen Kitzinger Stadtteile weist die Siedlung keine lange Geschichte auf. Die Entstehung der Siedlung ist eng mit dem Wachstum der Stadt Kitzingen in der zweiten Hälfte des 19. Jahrhunderts und insbesondere in der ersten Hälfte des 20. Jahrhunderts verbunden. Nach dem Ersten Weltkrieg begann die Stadt sich nach Süden auszudehnen und die Gebiete um den heutigen Bahnhof wurden städtebaulich erschlossen. In dieser Zeit siedelten sich einzelne Bewohner auf dem Gebiet des ehemaligen Siechenhauses auf der Ostseite des Mains an.
Nachdem die Stadt weiter gewachsen war, begann man auch in Etwashausen um den mittelalterlichen Altort zu bauen. Im Jahr 1921 siedelten sich die ersten Bewohner südöstlich der Altstadt auf der rechten Mainseite an. Besondere Bedeutung für die Geschichte der Siedlung hat der aus dem italienischen Segnacco in der Provinz Udine stammende Anselm Caliz als erster Siedler, der mit seiner Familie keine Wohnung in der Altstadt fand und deshalb auf die gegenüberliegende Mainseite ausweichen musste. Zunächst bestand der zukünftige Stadtteil aus einzeln stehenden Häusern im heutigen Texasweg. Anders als in anderen Teilen der Stadt kam es hier zum Bau von Doppelhaushälften durch die Neusiedler, sodass bis 1925 ein einheitliches Siedlungsbild entstand.
Die Siedlung wurde in der Anfangszeit von Ein- und Zweifamilienhäusern dominiert, die von Gärten umgeben waren. Dort sollte Kleintierhaltung zur Selbstversorgung der Bevölkerung betrieben werden, die während der nationalsozialistischen Diktatur weiter gefördert wurde und die Siedlung wuchs weiter. Bis 1945 blieb die Kitzinger Siedlung ein reiner Wohnstadtteil. Damals waren die südlichen Bereiche in Richtung Sickershausen noch nicht bebaut.
Nach dem Zweiten Weltkrieg und den Zerstörungen in Kitzingen stand der Wiederaufbau im Mittelpunkt. Zusätzlich war die Stadt Anlaufpunkt für Vertriebene aus den ehemals deutschen Gebieten. Die Siedlung erfuhr in der Nachkriegszeit deshalb ihre größte Flächenerweiterung. Sie dehnte sich über die Bundesstraße in Richtung Süden aus und erhielt erstmals hohe Mehrfamilienhäuser, die durch Grünflächen getrennt waren.
Die sogenannte Siedlung Süd erhielt mit den beiden Kirchen, die in der Nachkriegszeit die Innenstadtgemeinden entlasten sollten, erste kernörtliche Elemente. Um die Kirchen entstanden jeweils kleine Geschäftszentren. Mitte der fünfziger Jahre des letzten Jahrhunderts errichtete man unmittelbar westlich von diesem Kernort der Siedlung eine Grundschule, die 1955 eingeweiht wurde. Später wurde diese durch eine Hauptschule, ein sonderpädagogisches Zentrum und eine Sportstätte erweitert.

## Sehenswürdigkeiten

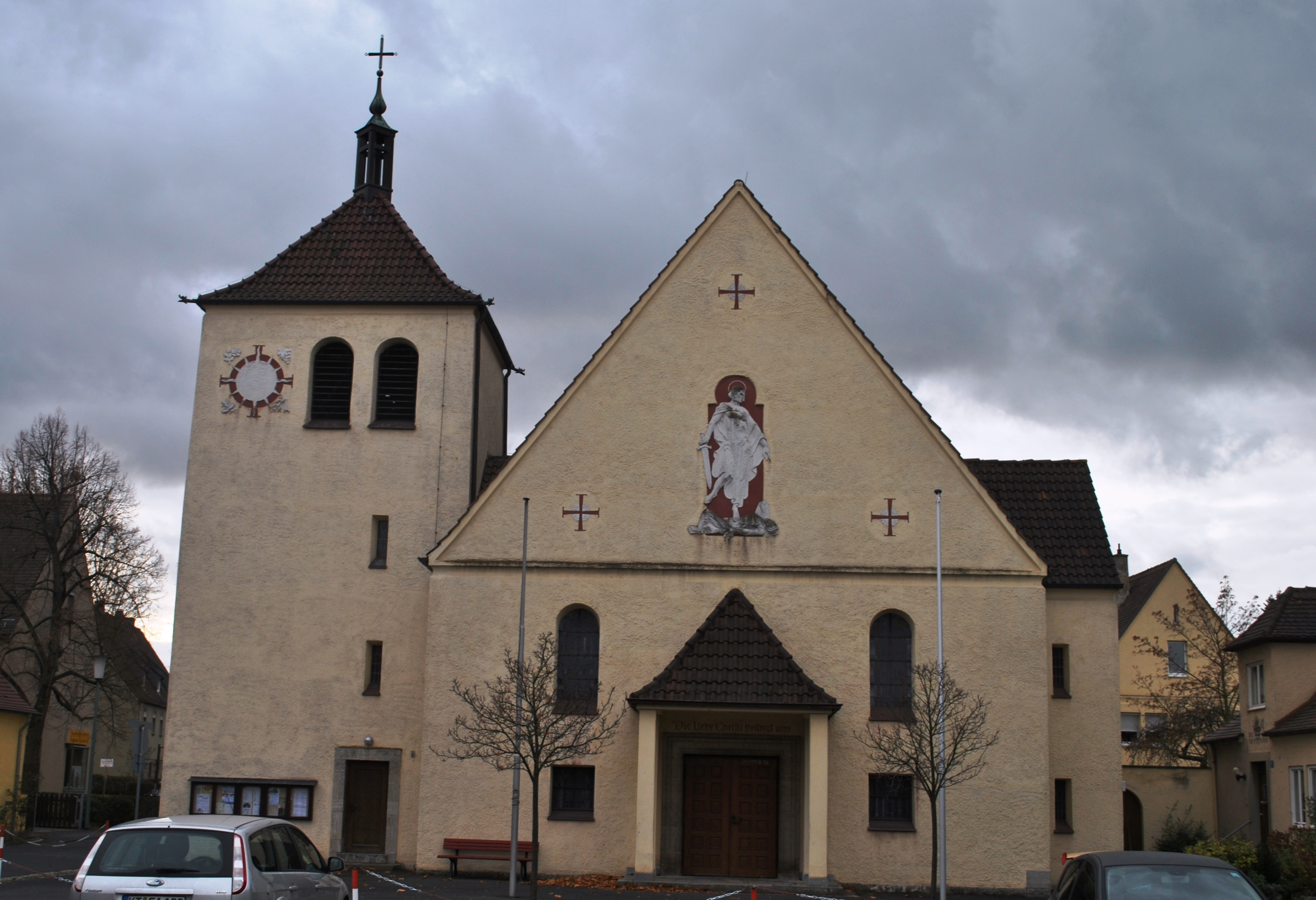
Die katholische Vinzenzkirche

Auf dem Gebiet der Siedlung wurde lediglich die katholische Pfarrkirche St. Vinzenz vom Bayerischen Landesamt für Denkmalpflege als Baudenkmal eingeordnet, die aufgrund der steigenden Flüchtlingszahlen nach dem Zweiten Weltkrieg zwischen 1949 und 1950 entstand. Als Architekten hatte man den Würzburger Dombaumeister Hans Schädel gewonnen. Eine Besonderheit ist der von Parabeltonnen überwölbte ovale Kirchenraum.
Die jüngere Friedenskirche hat ihren Ursprung ebenfalls in den Ereignissen nach dem Zweiten Weltkrieg. Insbesondere die Vertriebenen aus der ehemaligen Provinz Schlesien brachten ihr Bekenntnis in die neue Heimat mit. So errichtete man in den Jahren 1955 und 1957 die lutherische Friedenskirche, die allerdings erst 1965 zur Pfarrkirche aufgewertet wurde. Der Bau des Würzburger Architekten Gerhard Saalfrank ist klassischer gehalten als sein katholisches Pendant. Typisch ist der rote Backstein.
Die Straßennamen in der Siedlung entsprechen dem Zeitgeschmack der 1920er Jahre. So benannte man die neuentstehenden Straßenzüge nach Gebieten, die durch den Versailler Vertrag abgetreten wurden. So sind die Straßennamen Memellandstraße oder Saarlandstraße zu erklären. Ebenso wurden Schlachten des Ersten Weltkriegs aufgegriffen (Tannenbergstraße u. a.). Nach dem Zweiten Weltkrieg erhielten die neueren Straßen im Süden ihre Namen nach den Gebieten, aus denen die Flüchtlinge nach Kitzingen gekommen waren.

## Wirtschaft und Infrastruktur
Der Stadtteil Siedlung wird von der Bundesstraße 8 in zwei Hälften geteilt. Sie verläuft hier als Mainbernheimer Straße und trennt den älteren Teil der Ansiedlung, der vor dem Zweiten Weltkrieg entstand, vom jüngeren aus den 1950er und 1960er Jahren. Außerdem liegt die Siedlung an der Staatsstraße 2271. Am Rande der besiedelten Fläche liegt im Osten das Gewerbegebiet Goldberg. Weitere Gewerbeflächen erstrecken sich entlang des Maines im westlichen Teil des Stadtteils.

## Persönlichkeiten
- Anselm Caliz (1882–1964), erster Siedler[7]
- Stefan Güntner (* 1981), Oberbürgermeister von Kitzingen seit 2020, wuchs in der Siedlung auf